# ماثيو ويلكينسون (متزلج فني)
ماثيو ويلكينسون (بالإنجليزية: Matthew Wilkinson)‏ هو متزلج فني جنوب أفريقي، ولد في 16 نوفمبر 1985 في لندن في المملكة المتحدة.

## وصلات خارجية
- ماثيو ويلكنسون على موقع الاتحاد الدولي للتزلج (الإنجليزية)